# Nicola Benedetti
Pour les articles homonymes, voir Nicola Benedetti (violoniste) et Benedetti.
Nicola Benedetti est un pentathlonien italien né le 26 décembre 1985 à Modène.

## Palmarès
| Discipline/Année                         | 2008 | 2009 | 2010 | 2011 | 2012 |
| ---------------------------------------- | ---- | ---- | ---- | ---- | ---- |
| Jeux olympiques Individuel               | 14e  | -    | -    | -    | 20e  |
| Championnats du monde seniors Individuel | -    | -    | -    | -    | -    |
| Championnats du monde seniors Équipe     | -    | -    | -    | 3e   | 2e   |
| Championnats du monde seniors Relais     | -    | -    | -    | -    | -    |
| Coupe du monde seniors Individuel        | -    | -    | -    | -    | *    |
| Championnats d'Europe seniors Individuel | -    | -    | -    | -    | -    |
| Championnats d'Europe seniors Équipe     | -    | -    | -    | 2e   | -    |
| Championnats d'Europe seniors Relais     | -    | -    | -    | -    | -    |

Ce palmarès n'est pas complet